# Haus Windsor

Badge des Hauses Windsor

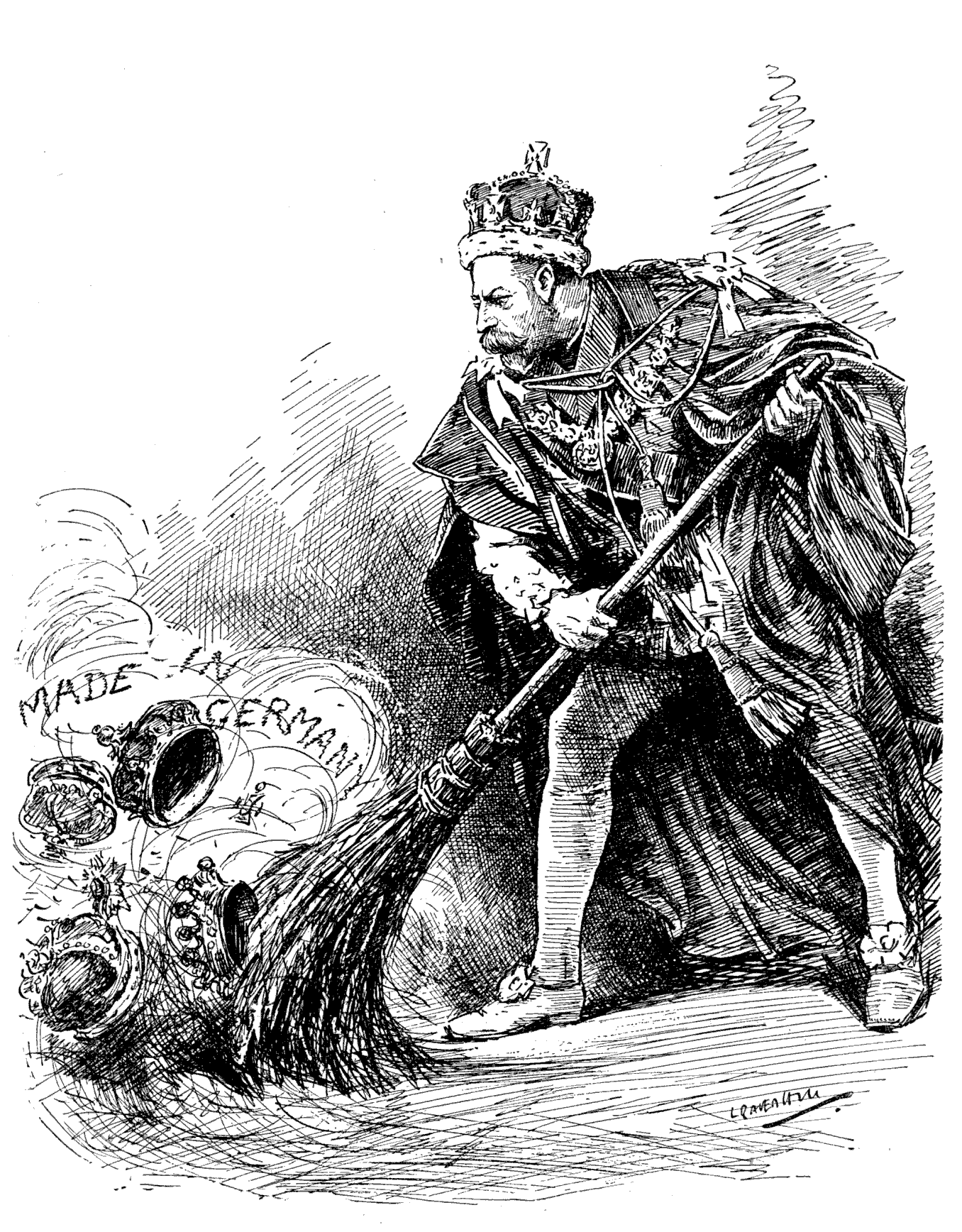
A Good Riddance
The King has done a popular act in abolishing the German titles held by members of His Majesty’s family.
----
Cartoon im Punch am 27. Juni 1917, die Umbenennung des britischen Königshauses zu Windsor kommentierend: Und Tschüss! (zum deutschen Namen der Dynastie)

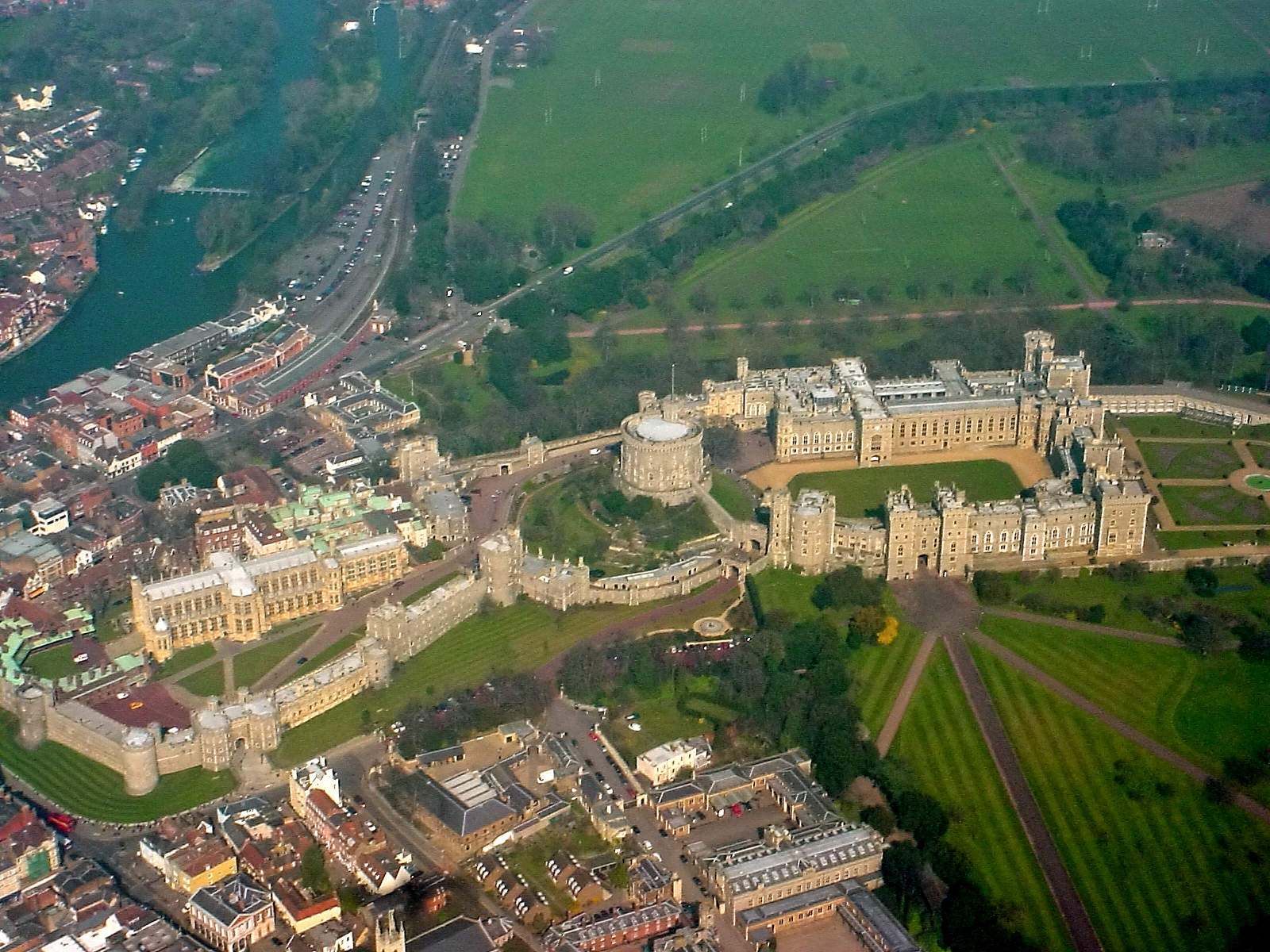
Windsor Castle

Das Haus Windsor [englisch ˈwɪnzə] (bis 1917 Saxe-Coburg and Gotha) ist das britische Königshaus.

## Vorgeschichte
Königin Viktorias Tod im Jahr 1901 beendete die seit 1714 währende Herrschaft des Hauses Hannover in Großbritannien. Mit ihrem Sohn, König Eduard VII., bestieg den Thron erstmals ein Angehöriger des Hauses Sachsen-Coburg und Gotha. Eduard setzte die Stammlinie seines Vaters, Albert von Sachsen-Coburg und Gotha, fort, der 1840 Königin Victoria geehelicht hatte.
Im Jahr 1893 starb Ernst II. von Sachsen-Coburg und Gotha, der letzte Herzog des Stammhauses, ohne Erben. Damit erlosch die deutsche Linie des Hauses, und das Herzogtum Sachsen-Coburg und Gotha fiel an die britische Linie (Saxe-Coburg and Gotha). Da der Nächste in der Erbfolge, der zukünftige König Eduard VII., für seine deutschen Ansprüche auf den britischen Thron nicht verzichten wollte, trat er das Herzogtum an seinen Bruder Alfred, Duke of Edinburgh, ab, der dort als Alfred von Sachsen-Coburg und Gotha die Regierung übernahm.
Alfreds Sohn beging im Jahr 1899 Selbstmord. Damit erlosch die deutsche Linie erneut, als im folgenden Jahr auch Alfred starb. Der herzogliche Titel fiel abermals an die britische Linie, die damit zur Stammlinie der heute bestehenden deutschen Linie wurde. Da beide Erstberechtigten auf den deutschen Herzogstitel verzichteten, wurde neuer Herzog Carl Eduard, Alfreds Neffe, der älteste Sohn von Leopold Georg, Duke of Albany. Er regierte bis zum Ende der Monarchien in Deutschland im Jahr 1918.

## Bruch mit dem Haus Sachsen-Coburg-Gotha
Um seine Loyalität zu Deutschland zu bekunden, unterzeichnete Herzog Carl Eduard am 12. März 1917 ein Gesetz, das außerdeutsche Mitglieder des Hauses Sachsen-Coburg und Gotha von der Thron- und Erbfolge ausschloss, wenn ihr Heimatstaat Krieg gegen das Deutsche Reich führt. Dieses Gesetz richtete sich gegen das britische Königshaus und seine Ansprüche auf die deutschen Besitzungen des Hauses Sachsen-Coburg-Gotha. Auf seine britischen Titel und Würden verzichtete Herzog Carl Eduard hingegen nicht. Er war zu diesem Zeitpunkt britischer Staatsbürger, Mitglied der britischen königlichen Familie mit den Titeln und Würden eines Prinzen von Großbritannien und Irland und eines Duke of Albany und hatte einen Sitz im House of Lords.
Nach der Bombardierung Londons durch deutsche Streitkräfte (insbesondere durch Bomber des Typs Gotha G.IV) im Ersten Weltkrieg sah sich König Georg V. aufgrund des wachsenden innenpolitischen Drucks veranlasst, auf alle deutschen Titel und Würden zu verzichten und durch Verfügung den Hausnamen Windsor zu bestimmen. Dieser ist abgeleitet von der königlichen Residenz Windsor Castle, das seit der Zeit Wilhelms des Eroberers zu den königlichen Residenzen Englands gehört. Nach dem Selbstverständnis des Königshauses handelte es sich – anders als in Deutschland mitunter behauptet – nicht um eine reine Umbenennung, sondern vielmehr um die Trennung vom Haus Sachsen-Coburg und Gotha und Neugründung des Hauses Windsor, als dessen offizielles Gründungsdatum das Jahr 1917 gilt. Bereits seinerzeit kommentierte der Guardian: „Die britische Königsfamilie wird in Zukunft zweifellos einfach als ‚House of Britain‘ bekannt sein. Krieg oder nicht, die Änderung wäre vernünftig, denn nichts als Pedanterie hält den deutschen Titel am Leben.“ Mit der Änderung des Hausnamens 1917 wurde auch der gleichlautende Familienname für Mitglieder der königlichen Familie festgelegt.
In der Folge verabschiedete das britische Parlament zudem das Gesetz über die Entziehung von Titeln und Auszeichnungen (Titles Deprivation Act 1917). Es war die rechtliche Grundlage für die Aberkennung britischer Adelstitel und -rechte und damit auch des Sitzes im House of Lords. Per Anweisung von König Georg V. am 28. März 1919 verlor der ehemalige Herzog Carl Eduard, neben anderen Personen, all seine britischen Titel und Würden. 1920 benannte sich auch das belgische Königshaus von de Saxe-Cobourg in de Belgique um; 2015 wurde dies allerdings rückgängig gemacht.

## Nachkommen von Königin Elisabeth II.
Nach der Proklamation Königin Elisabeths II. im Jahr 1952 stellte sich die Namensfrage erneut. Da ihr Gemahl Philip, der als gebürtiger Prinz von Griechenland aus dem Haus Schleswig-Holstein-Sonderburg-Glücksburg stammte, den Familiennamen Mountbatten angenommen hatte, bevor er zum Herzog von Edinburgh ernannt worden war, waren verschiedene Möglichkeiten denkbar. Louis Mountbatten, der Onkel des Prinzgemahls, brachte den Namen Mountbatten ins Spiel, der Prinzgemahl selbst den Namen Edinburgh. Premierminister Winston Churchill intervenierte, um die Diskussion zu beenden, und empfahl eine offizielle Verlautbarung der Königin. Mit Verlautbarung vom 9. April 1952 wurde von ihr klargestellt, dass sowohl der Hausname als auch der Familienname der Nachkommen des königlichen Ehepaares Windsor lautet.
Im Februar 1960 gab Königin Elisabeth II. eine Änderung des Familiennamens, nicht jedoch des Hausnamens bekannt und schrieb in einer Verlautbarung, dass von allen ihren Nachkommen der Familienname Mountbatten-Windsor zu verwenden sei, wenn sie nicht die Titel His bzw. Her Royal Highness oder Prince bzw. Princess tragen oder, sofern sie weiblich sind, heiraten und dabei den Namen ihres Gatten annehmen. Gleichwohl bleibt Windsor bis heute der offizielle Name des Königshauses; der 1960 angezeigte Namenswechsel gilt auch nicht für Nachkommen solcher Mitglieder der königlichen Familie, die nicht von Königin Elisabeth II. abstammen. Der Nachfolger Elisabeths, König Charles III., und seine Nachkommen gehören damit weiterhin zum Haus Windsor; als Familiennamen nutzen sie Mountbatten-Windsor.
Haus- und Familienname der königlichen Familie sind nicht gesetzlich geregelt. Einem zukünftigen Regenten steht es frei, sie per Letters Patent erneut zu ändern.

## Liste der Monarchen aus dem Haus Windsor
1. Georg V., 1910–1936
2. Eduard VIII., 1936
3. Georg VI., 1936–1952
4. Elisabeth II., 1952–2022
5. Charles III., seit 2022

## Stammliste
Stammliste des Hauses Windsor mit den in der Wikipedia vertretenen Personen und wichtigen Zwischenmitgliedern:
1. Georg V. (* 1865; † 1936), König des Vereinigten Königreichs von Großbritannien und Irland und Kaiser von Indien 
 ⚭ Maria von Teck (* 1867; † 1953)
  1. Eduard VIII. (* 1894; † 1972), König des Vereinigten Königreichs von Großbritannien und Irland und Kaiser von Indien, nach Abdankung 1936 Duke of Windsor 
 ⚭ Wallis Simpson (* 1896; † 1986)
  2. Georg VI. (* 1895; † 1952), König des Vereinigten Königreichs von Großbritannien und Nordirland und Kaiser von Indien (bis 1947) und ab 1947 König von Pakistan 
 ⚭ Elizabeth Bowes-Lyon (* 1900; † 2002)
    1. Elisabeth II. (* 1926; † 2022), Königin des Vereinigten Königreichs von Großbritannien und Nordirland und Königin von Pakistan (bis 1956) 
 ⚭ Philip (* 1921; † 2021), Duke of Edinburgh
      1. Charles III. (* 1948), König des Vereinigten Königreichs von Großbritannien und Nordirland 
 ⚭ (I) Diana Spencer (* 1961; † 1997) 
 ⚭ (II) Camilla Parker Bowles (* 1947)
        1. (I) William (* 1982), Prince of Wales 
 ⚭ Catherine Elizabeth „Kate“ Middleton (* 1982)
          1. George of Wales (* 2013)
          2. Charlotte of Wales (* 2015)
          3. Louis of Wales (* 2018)

        2. (I) Harry (* 1984), Duke of Sussex 
 ⚭ Meghan Markle (* 1981)
          1. Archie Mountbatten-Windsor (* 2019)
          2. Lilibet Mountbatten-Windsor (* 2021)

      2. Anne (* 1950), Princess Royal 
 ⚭ (I) Mark Phillips (* 1948), geschieden 1992 
 ⚭ (II) Timothy Laurence (* 1955)
        1. (I) Peter Phillips (* 1977) 
 ⚭ Autumn Kelly (* 1978), getrennt seit 2020
        2. (I) Zara Tindall (* 1981) geb. Phillips 
 ⚭ Mike Tindall (* 1978)

      3. Andrew (* 1960), Duke of York 
 ⚭ Sarah Ferguson (* 1959), geschieden 1996
        1. Beatrice (* 1988), Prinzessin von Großbritannien und Nordirland 
 ⚭ Edoardo Mapelli Mozzi (* 1981)
        2. Eugenie (* 1990), Prinzessin von Großbritannien und Nordirland 
 ⚭ Jack Brooksbank (* 1986)

      4. Edward (* 1964), Duke of Edinburgh 
 ⚭ Sophie Helen Rhys-Jones (* 1965)
        1. Louise Mountbatten-Windsor (* 2003), Prinzessin von Großbritannien und Nordirland
        2. James Mountbatten-Windsor (* 2007), Prinz von Großbritannien und Nordirland, Earl of Wessex

    2. Margaret (* 1930; † 2002), Countess of Snowdon 
 ⚭ Antony Armstrong-Jones (* 1930; † 2017), Earl of Snowdon
      1. David Armstrong-Jones (* 1961), Earl of Snowdon 
 ⚭ Serena Alleyne Stanhope (* 1970)
      2. Sarah Frances Elizabeth Chatto (* 1964), geborene Armstrong-Jones 
 ⚭ Daniel Chatto (* 1957)

  3. Mary (* 1897; † 1965), Princess Royal und Countess of Harewood 
 ⚭ Henry Lascelles (* 1882; † 1947), Earl of Harewood
    1. George Lascelles (* 1923; † 2011), Earl of Harewood 
 ⚭ (I) Marion Stein (* 1926; † 2014), geschieden 1967 
 ⚭ (II) Patricia Tuckwell (* 1926; † 2018)
      1. (I) David Lascelles (* 1950), Earl of Harewood 
 ⚭ Margaret Rosalind Messenger (* 1948), geschieden 1989 
 ⚭ Diane Jane Howse (* 1956)
      2. (I) James Lascelles (* 1953) 
 ⚭ Frederica Ann Duhrssen (* 1954), geschieden 1985, 
 ⚭ Lori Susan Lee (* 1954; † 2001), geschieden 1996, 
 ⚭ Joy Elias-Rilwan (* 1954)
      3. (I) Jeremy Lascelles (* 1955) 
 ⚭ Julie Baylis (* 1957), geschieden 1998, 
 ⚭ Catherine Isobel Bel (* 1972)

    2. Gerald David Lascelles (* 1924; † 1998) 
 ⚭ Angela Dowding (* 1919; † 2007), geschieden 1978 
 ⚭ Elizabeth Colvin (* 1924; † 2006)

  4. Henry (* 1900; † 1974), Duke of Gloucester 
 ⚭ Alice Montagu-Douglas-Scott (* 1901; † 2004)
    1. William of Gloucester (* 1941; † 1972), Prinz von Großbritannien und Nordirland
    2. Richard (* 1944), Duke of Gloucester 
 ⚭ Birgitte Eva Henriksen (* 1946)
      1. Alexander Patrick Gregers Richard Windsor (* 1974), Earl of Ulster 
 ⚭ 2002 Claire Alexandra Booth (* 1977)
        1. Xan Richard Anders Windsor (* 2007), Baron Culloden
        2. Cosima Rose Alexandra Windsor (* 2010)

      2. Davina Elizabeth Alice Benedikte Lewis (* 1977), geborene Windsor 
 ⚭ 2004 Gary Christie Lewis (* 1970)
      3. Rose Victoria Brigitte Louise Gilman (* 1980), geborene Windsor 
 ⚭ 2008 George Gilman (* 1982)

  5. George (* 1902; † 1942), Duke of Kent 
 ⚭ Marina von Griechenland und Dänemark (* 1906; † 1968)
    1. Edward (* 1935), Duke of Kent 
 ⚭ Katharine Worsley (* 1933)
      1. George Windsor (* 1962), Earl of St Andrews 
 ⚭ Sylvana Palma Tomaselli (* 1957)
        1. Edward Edmund Maximilian George Windsor (* 1988), Lord Downpatrick
        2. Marina-Charlotte Alexandra Katharine Helen Windsor (* 1992)
        3. Amelia Sophia Theodora Mary Margaret Windsor (* 1995)

      2. Helen Taylor (* 1964), geborene Windsor 
 ⚭ Timothy Verner Taylor (* 1963)
      3. Nicholas Windsor (* 1970) 
 ⚭ Paola Doimi de Lupis Frankopan Šubić Zrinski
        1. Albert Louis Philip Edward Windsor (* 2007)
        2. Leopold Ernest Augustus Guelph Windsor (* 2009)
        3. Louis Arthur Nicholas Felix Windsor (* 2014)

    2. Alexandra (* 1936), Prinzessin von Großbritannien und Nordirland 
 ⚭ Angus Ogilvy (* 1928; † 2005)
    3. Michael of Kent (* 1942), Prinz von Großbritannien und Nordirland 
 ⚭ Marie Christine von Reibnitz (* 1945)
      1. Frederick Windsor (* 1979) 
 ⚭ Sophie Winkleman (* 1980)
        1. Maud Elizabeth Daphne Marina Windsor (* 2013)
        2. Isabella Alexandra May Windsor (* 2016)

      2. Gabriella Kingston (* 1981), geborene Windsor 
 ⚭ Thomas Kingston

  6. John (* 1905; † 1919), Prinz von Großbritannien und Irland

## Ehrungen
Die Pflanzengattung Windsorina Gleason aus der Familie der Rapateaceae ehrt das Haus Windsor und ist ein Gegenstück zur Benennung der Pflanzengattung Saxegothaea Lindl. aus der Familie der Steineibengewächse (Podocarpaceae).